# Xanthorhoe uralensis
Xanthorhoe uralensis is een vlinder uit de familie spanners (Geometridae). De wetenschappelijke naam is voor het eerst geldig gepubliceerd in 2003 door Choi.
De soort komt voor in Europa.